# British Phonographic Industry

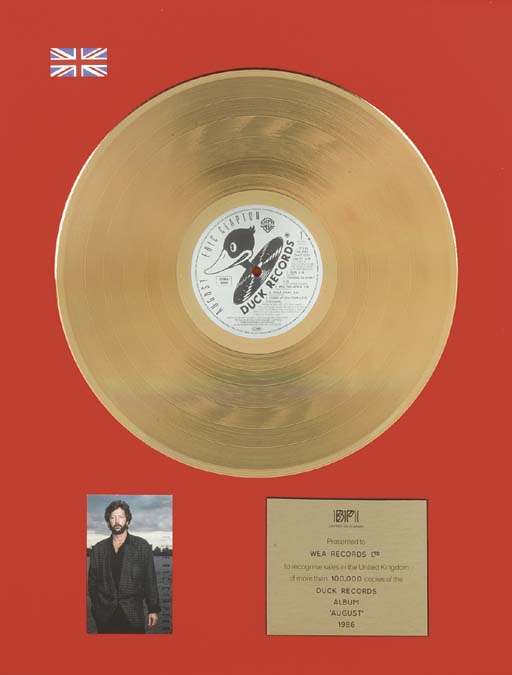
Złota płyta przyznana przez BPI Ericowi Claptonowi za album studyjny August (1986)

British Phonographic Industry (BPI) – brytyjska organizacja non-profit reprezentująca interesy przemysłu muzycznego. Powstała w 1973, a jej siedziba znajduje się w Londynie. Główne zadanie BPI to reprezentowanie producentów oraz zwalczanie praktyk piractwa fonograficznego.  
BPI jest Grupą Krajową Międzynarodowej Federacji Przemysłu Fonograficznego (IFPI), która zrzesza i reprezentuje światowy przemysł muzyczny.